# Boudes

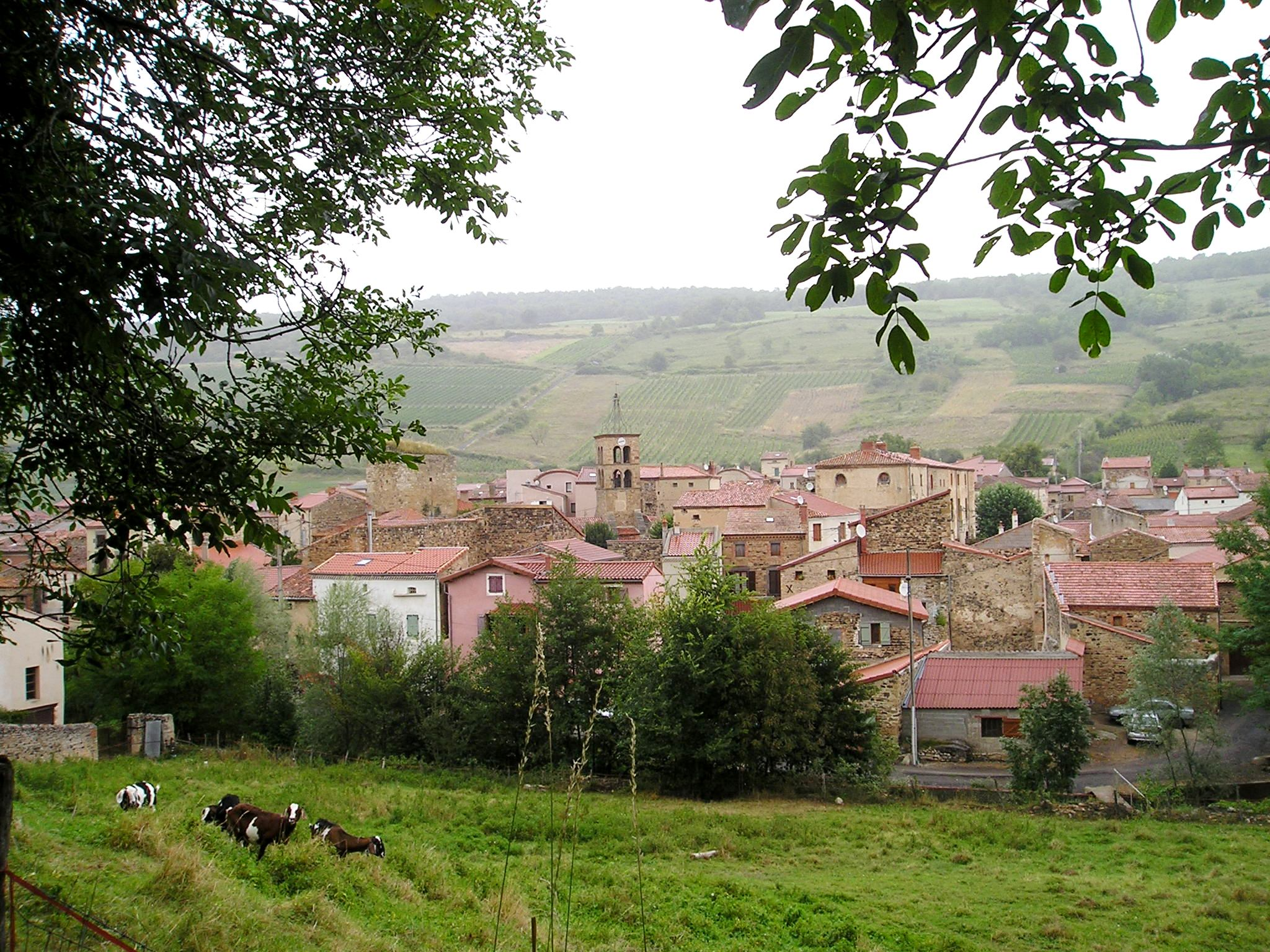
Boudes

Boudes là một xã ở tỉnh Puy-de-Dôme trong vùng Auvergne-Rhône-Alpes miền trung nước Pháp. Xã này nằm ở khu vực có độ cao trung bình 437 mét trên mực nước biển.
 Tư liệu liên quan tới Boudes tại Wikimedia Commons